# Союз МС-02
«Союз МС-02» — політ до міжнародної космічної станції, під час якого доставлено трьох учасників експедиції МКС-49/ 50. Це 129-й пілотований політ корабля «Союз», перший політ якого відбувся в 1967. Запуск був запланований на 23 вересня 2016 року, проте через технічні проблеми його перенесено на 19 жовтня 2016 року. Корабель пробув на орбіті 173 дні — повернення на Землю відбулося 10 квітня 2017 року.
Корабель серії «Союз МС» є новою модернізованою версією космічного корабля «Союз ТМА-М».

## Екіпаж
- (ФКА) Сергій Рижиков (1) — командир екіпажу[3];
- (ФКА) Андрій Борисенко (2) — бортінженер № 1;
- (NASA) Роберт Кимбро (2) — бортінженер № 2.

## Дублери
- (ФКА) Олександр Місуркін (2-й космічний політ) — командир екіпажу;
- (ФКА) Микола Тіхонов (1) — бортінженер № 1;
- (NASA) Марк Т. Ванде Хей (1) — бортінженер № 2.

## Запуск і політ
Спершу запуск корабля було заплановано на 23 вересня 2016 року. Проте 17 вересня Роскосом повідомив про перенесення цієї дати. Згодом стало відомо, що запуск відкладено через коротке замикання в апаратурі корабля. 19 вересня було повідомлено, що запуск перенесено на 1 листопада 2016 року. 6 жовтня було повідомлено, що поламку корабля ліквідовано та призначено його запуск на 19 жовтня 2016 року.
Запуск відбувся 19 жовтня 2016 року з космодрому «Байконур» 08:05 (UTC).
Автономний політ Союзу тривав дві доби. Стикування з модулем «Поіск» МКС відбулося 21 жовтня о 09:58 (UTC).
10 квітня 2017 «Союз» із трьома космонавтами на борту о 07:57 (UTC) відстикувався від МКС та о 14:21 (UTC) успішно приземлився в степу Казахстану.
У жовтні 2017 року було повідомлено, що під час посадки корабля сталася надзвичайна подія — на висоті приблизно восьми кілометрів після розкриття парашута сталося падіння тиску всередині капсули з членами екіпажу.